# Mosquée de Soliman
Ne doit pas être confondue avec la mosquée Süleymaniye de Rhodes.
La mosquée Süleymaniye ou mosquée de Soliman (en turc Süleymaniye Camii) est une mosquée impériale ottomane d'Istanbul, conçue par l'architecte Sinan pour le sultan Soliman le Magnifique et construite de 1550 à 1557.
La mosquée Süleymaniye et son complexe représentent une organisation urbaine étendue dans une vaste zone comprenant une école coranique (darülkurra), un hôpital, un bain public (hamam), un hospice, six collèges de théologie, des soupes populaires, des magasins, et les mausolées (türbe) du sultan Soliman et de son épouse Roxelane (Hürrem Sultan).
Cet édifice est situé sur l'une des collines d'Istanbul donnant sur la Corne d'or. La construction de la mosquée de Süleymaniye, à laquelle de nombreux artistes de l'époque (comme Ahmet Karahisar et son élève Hasan Çelebi pour les calligraphies) ont contribué, a été réalisée en tenant compte aussi bien de l'aspect global que des détails.

## La mosquée
Les caractéristiques architecturales du monument en font l'un des plus remarquables de son genre : ses proportions harmonieuses — les dimensions intérieures de la mosquée sont de 70 m de long sur 61 m de large ; la lumière qui pénètre par les 138 fenêtres ; le dôme en cascade — de 27,5 m de diamètre et de 47,75 m de hauteur depuis le sol jusqu'à la clé de voûte —, percé de 32 fenêtres, supporté sur les côtés par des demi-coupoles. La mosquée est dotée d'un parvis à portiques couronnés de 28 dômes supportés par 24 colonnes monolithes antiques (2 en porphyre, 10 en marbre blanc et 12 en granite). Au centre de la cour se trouve un « şadırvan » (fontaine d'ablutions). 
La silhouette de la Süleymaniye, avec ses quatre minarets (rappelant que Soliman était le quatrième sultan ottoman à Istanbul) effilés cerclés de dix balcons (Soliman était le dixième sultan de la dynastie ottomane), domine la ligne d’horizon de la rive méridionale de la Corne d'Or. C'est une des constructions les plus significatives de l'architecture turque ottomane. Sinan a réitéré le système porteur qu'il avait déjà utilisé dans la construction de la mosquée Bayezid à Istanbul. Ici, il a soutenu le dôme, en l'appuyant sur quatre piliers, par des demi-dômes en direction du mihrab d'entrée (le mihrab est une niche qui indique la direction de La Mecque). Les dômes et les demi-dômes transmettent leurs poids harmonieusement aux autres.
Il a réinterprété, dans cette construction, le style de l'ancienne cathédrale Sainte-Sophie. Sa réalisation a duré sept ans. Le cahier de comptes de cette construction a été conservé et donne des informations remarquables sur l'époque et les méthodes de travail de l'architecte.

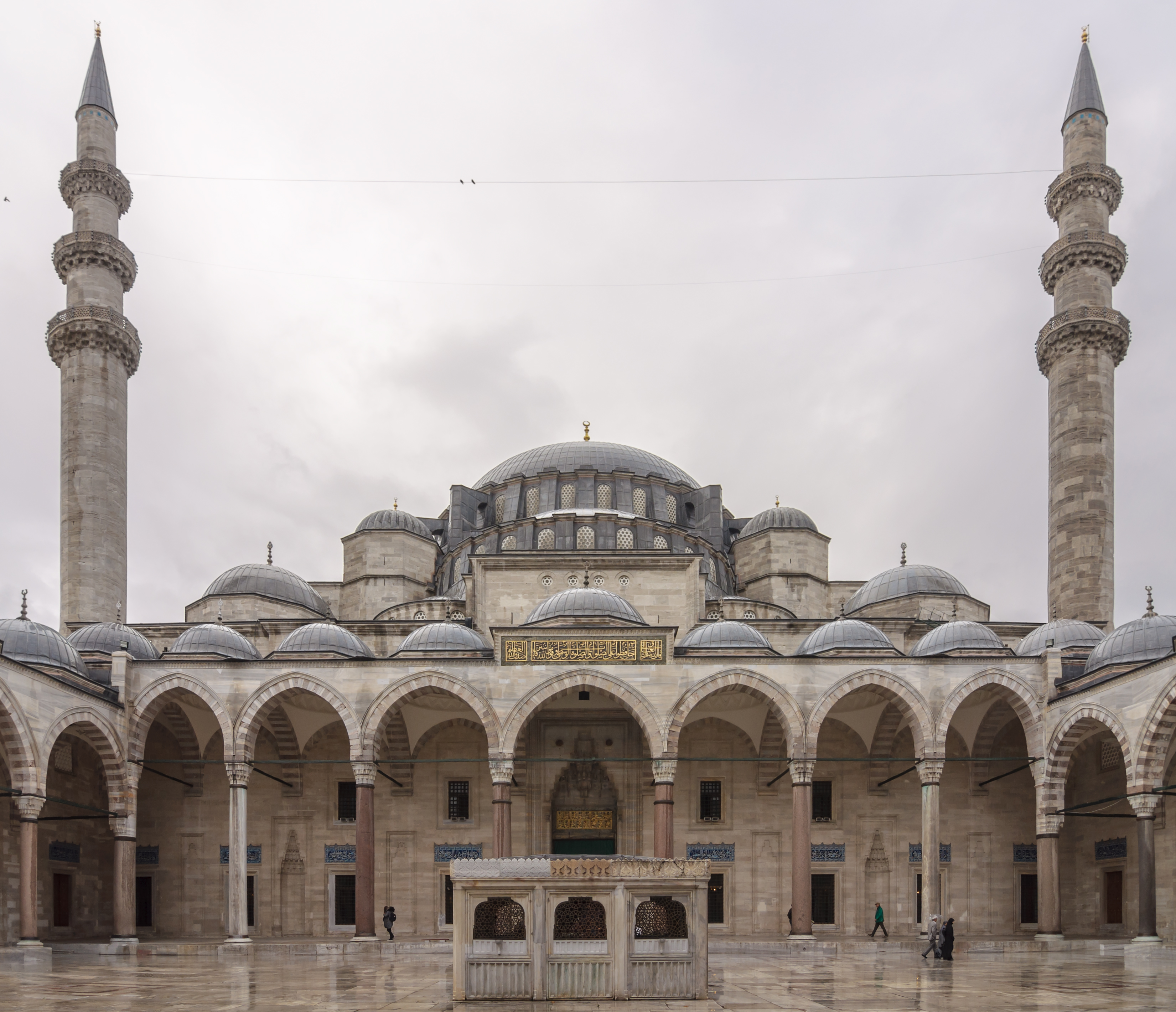
La cour de la mosquée.
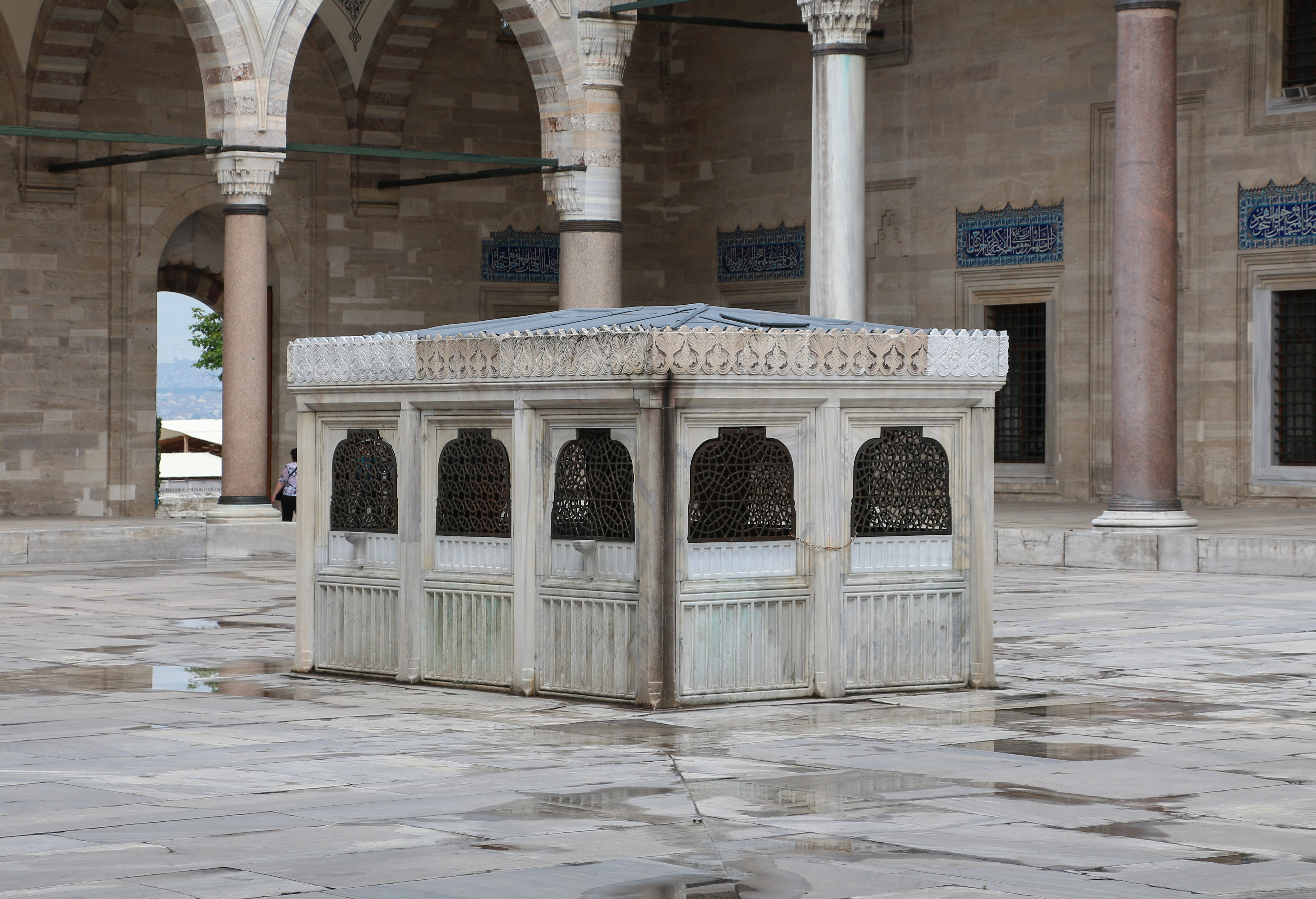
Le şadırvan de la mosquée.
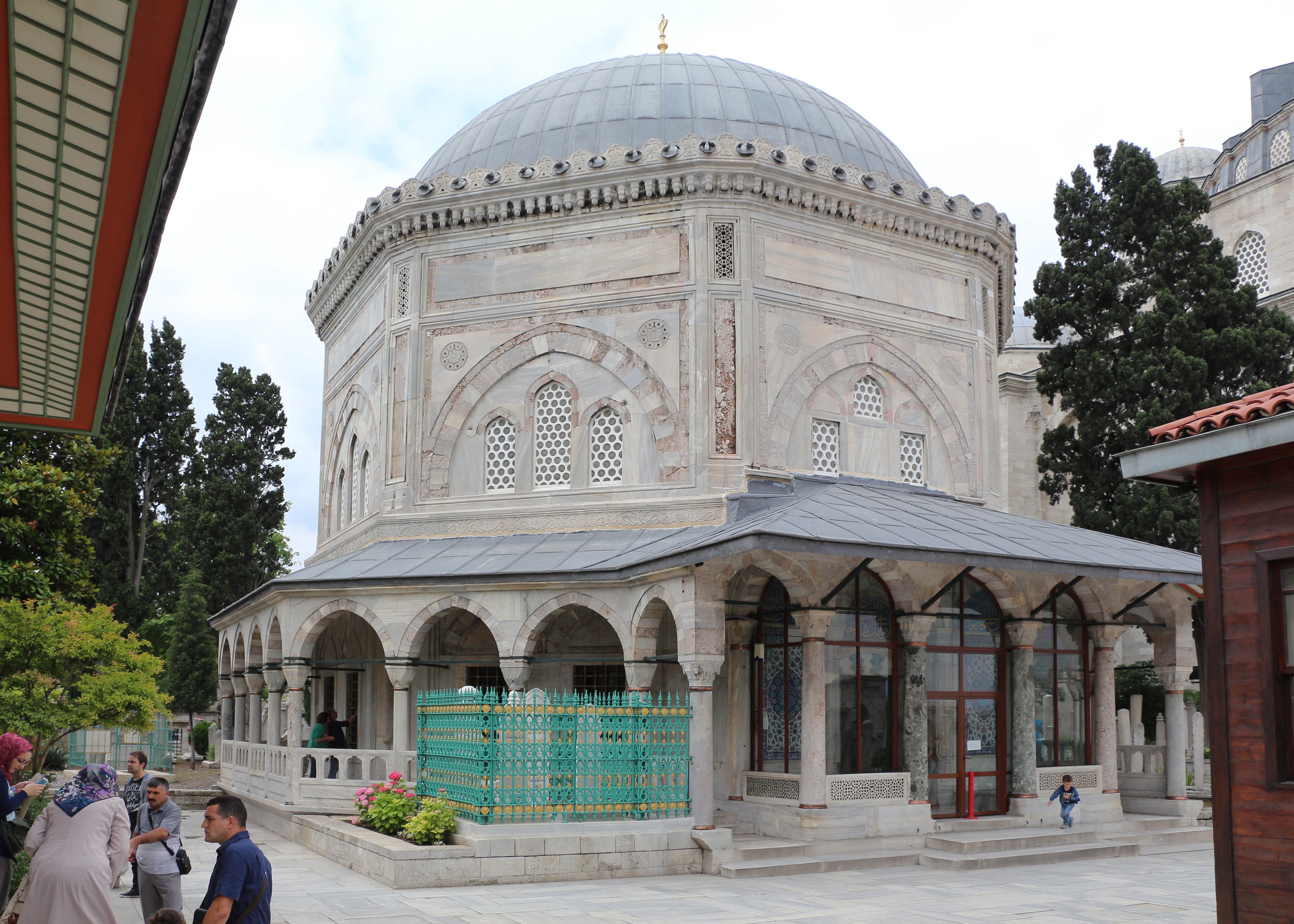
Mausolée de Soliman.
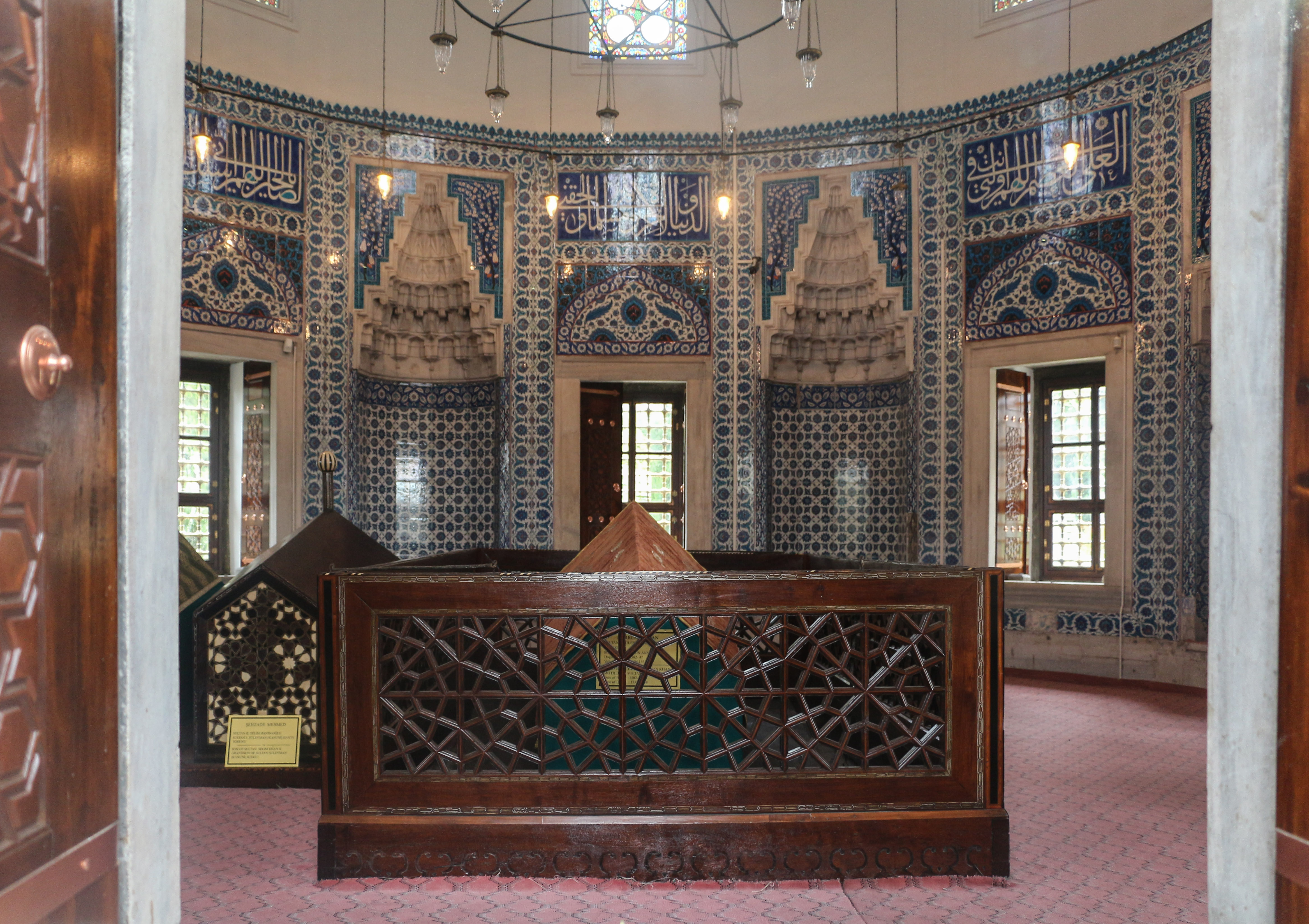
Mausolée de Roxelane.

## Le complexe Süleymaniye
Le complexe monumental (külliye) auquel appartient la mosquée, s'inscrit dans un urbanisme impérial similaire à celui de la mosquée Fatih  (en turc : Fatih Camii) ou mosquée du Conquérant. Cet ensemble, qui relève le défi de la topographie difficile de la troisième colline de la ville et des rues environnantes, propose des solutions architecturales originales. Les éléments magistraux sont par exemple les troisième et quatrième medersas (râbi ve sâlis medresesi), achevées en 1558-59, avec leurs terrasses face à la Corne d'Or.

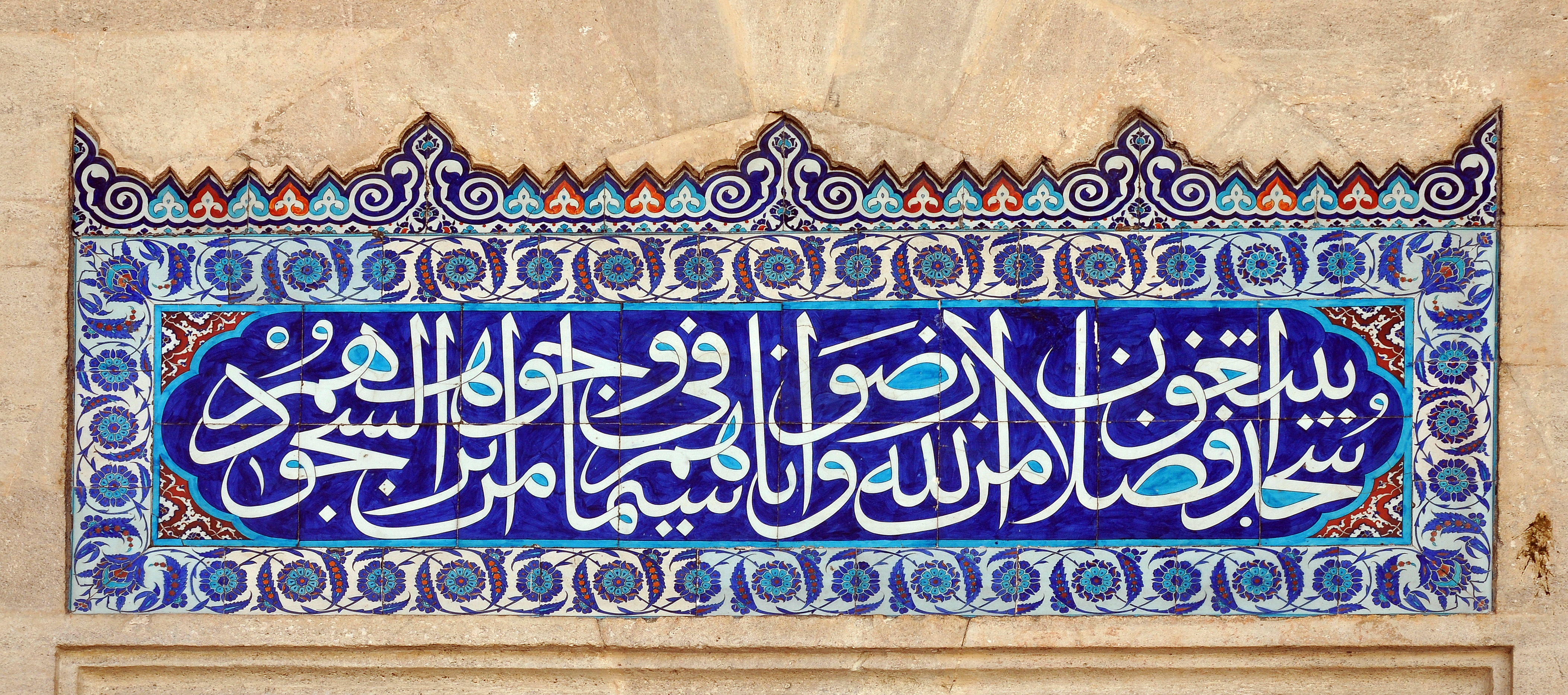
Carrelage dans la cour avec inscriptions en arabe de la sourate al Fath (la victoire éclatante), verset 29.

Le décor intérieur de la mosquée est constitué du fameux bolus rouge (de), utilisé pour la première fois dans les carreaux d’Iznik. Pas moins de 130 fenêtres de pierre colorée, ornées d'une calligraphie recherchée, laissent entrer la lumière à travers le mur de la kiblah. Comme dans la mosquée Üç-Şerefeli d'Andrinople, la cour est entourée de quatre minarets, les deux faisant face à la mosquée étant plus hauts (81 mètres) que leurs homologues.

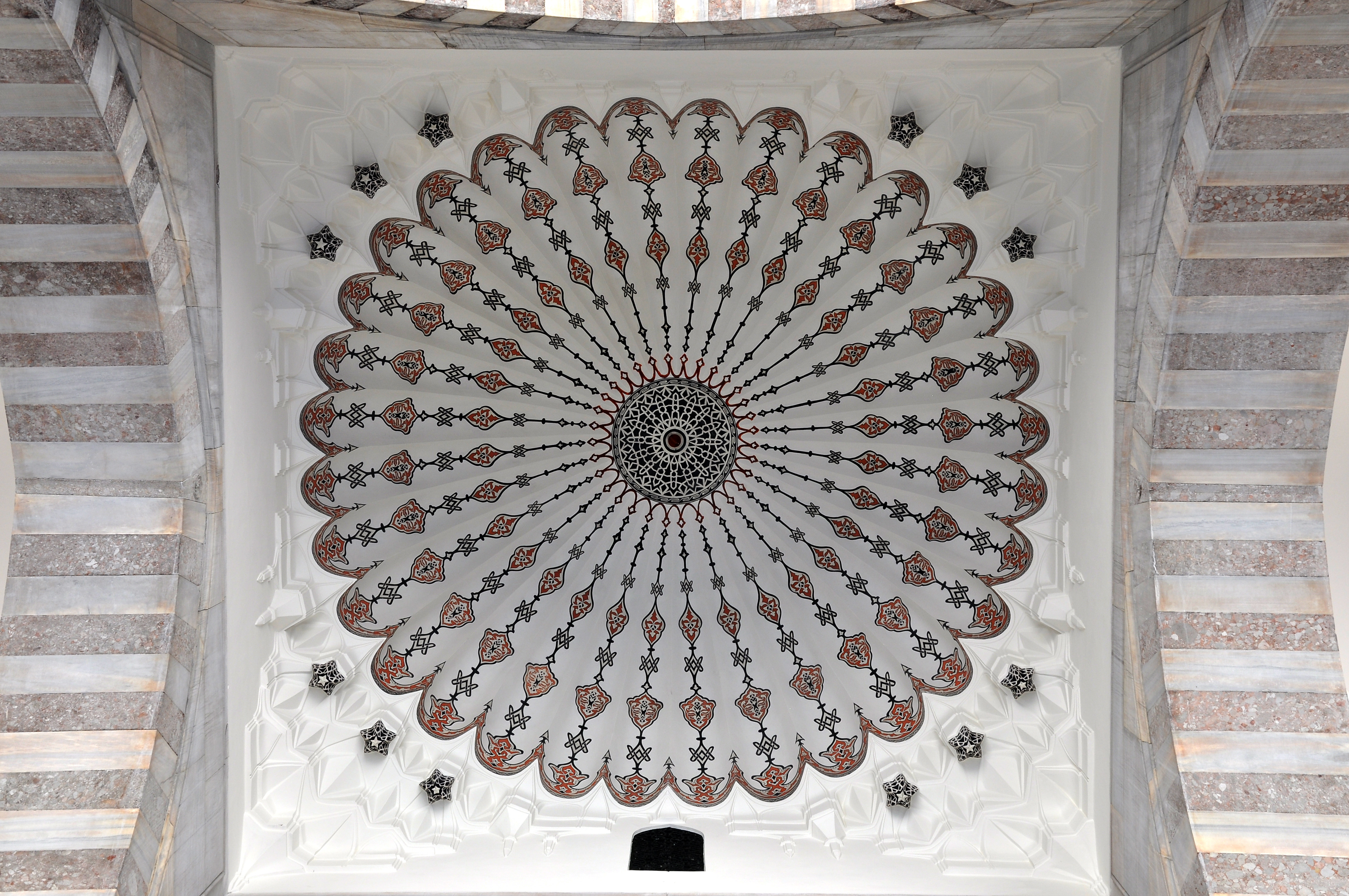
Coupole de la cour.
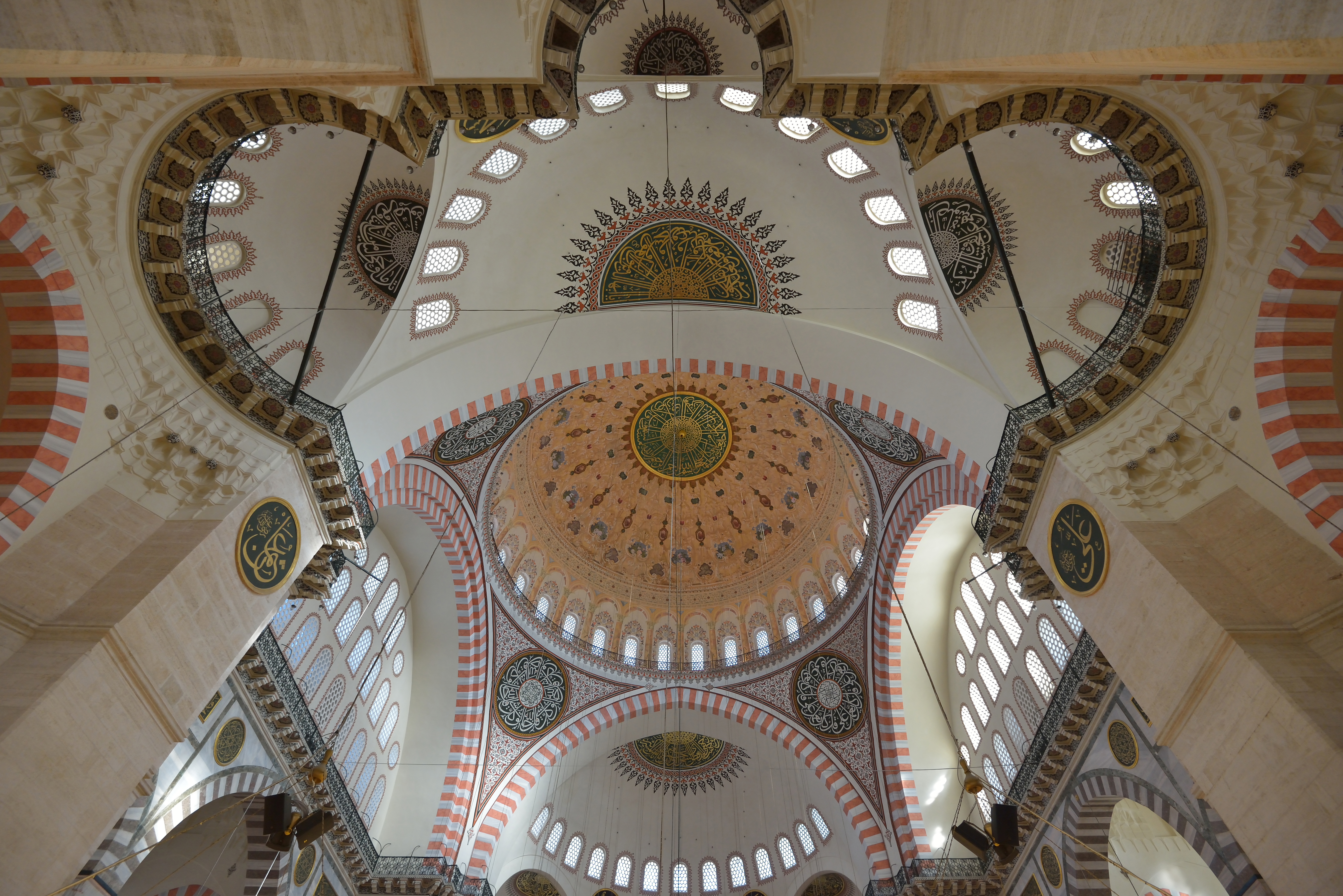
Coupole centrale.

L'exécution du complexe (le külliye) a été principalement réalisée par des artisans libres de nombreuses régions de l'Empire ottoman, dont des Grecs et des Arméniens (environ 50 % de chrétiens), et environ 40 % de renforts de janissaires ont été appelés pour ces travaux. Les esclaves, en revanche, étaient employés à moins de 5 %, principalement sur les galères transportant des matériaux de construction. Au total, entre 2 500 et 3 000 ouvriers ont participé aux travaux.
Sinan a décrit la mosquée Süleymaniye comme son « œuvre de compagnon » (kalfalık eseri), pour laquelle il a adopté la structure du dôme principal à deux demi-coupoles et deux murs boucliers de la mosquée de Beyazid II et de Sainte-Sophie (Constantinople) dans le projet d'un mosquée à quatre piliers, mais a abouti à des effets spatiaux complètement différents. La mosquée Süleymaniye est considérée comme un exemple de l'architecture ottomane à son apogée.
La mosquée est située dans une cour de 216 × 144 m, qui comprend également un türbe et un cimetière. À l’extérieur, les dimensions incluant la cour intérieure sont de 108 × 73 m. La mosquée mesure 59 m de long et 58 m de large à l'intérieur. La superficie de la cour est de 46 x 32 m. Le dôme principal mesure 53 m de haut, pour un diamètre de 27,25 m. La mosquée du sultan Selim II à Andrinople et la mosquée du sultan Ahmed à Istanbul atteignent des dimensions similaires. Sinan a installé dans le dôme central 64 récipients en argile, chacun de 0,5 mètre de diamètre, procurant une excellente acoustique.
Pour supporter le poids énorme de cette mosquée, Sinan a stabilisé ses fondations avec des pieux constitués d'un ciment adapté, qu'il a laissé sécher très lentement. Ce n'est qu'une fois que les fondations se sont stabilisées en douceur, atteignant la résistance souhaitée et ont exercé un effet tampon sur les ondes sismiques, qu'il est passé à la construction des bâtiments.

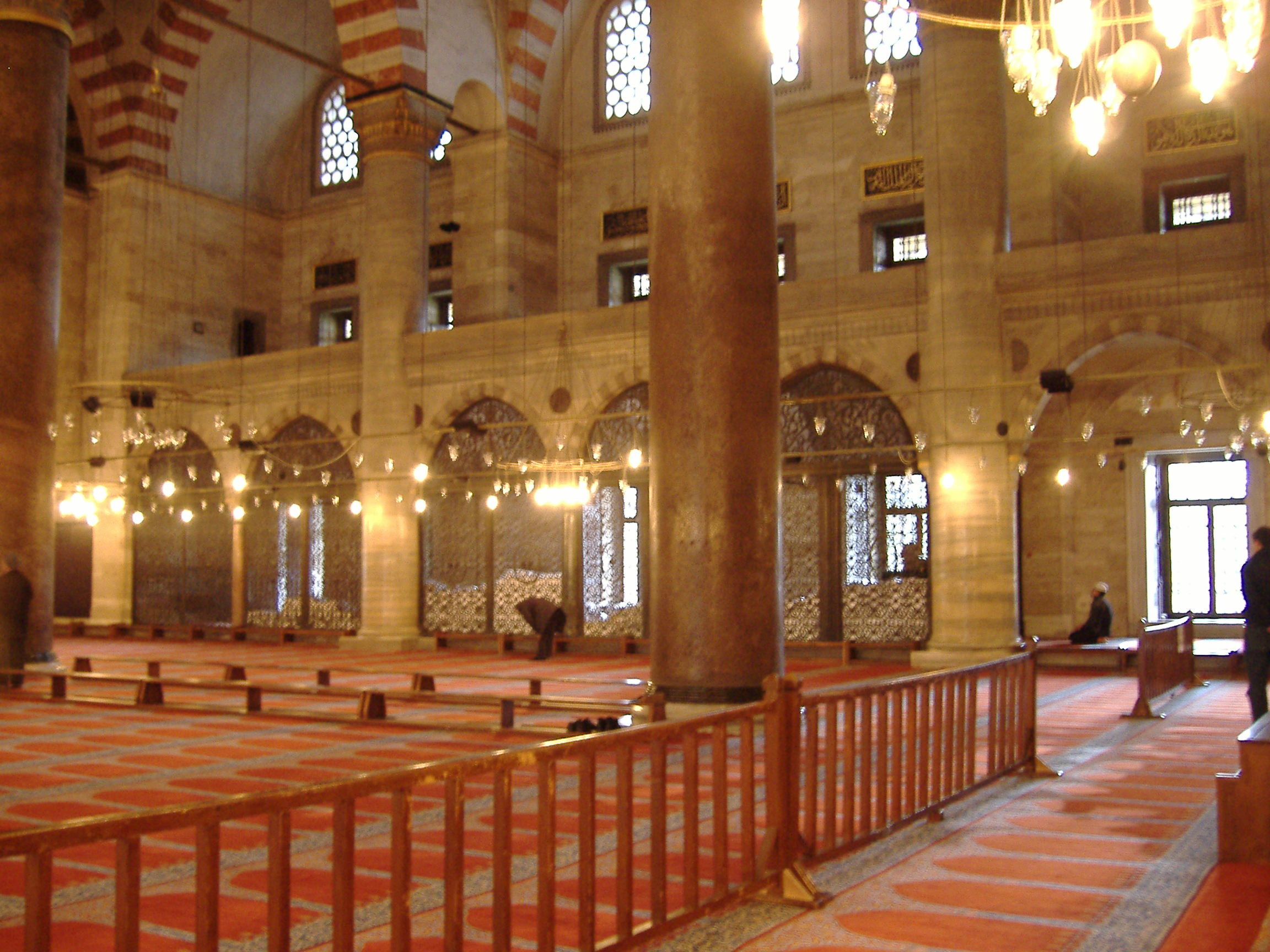
Piliers intérieurs.
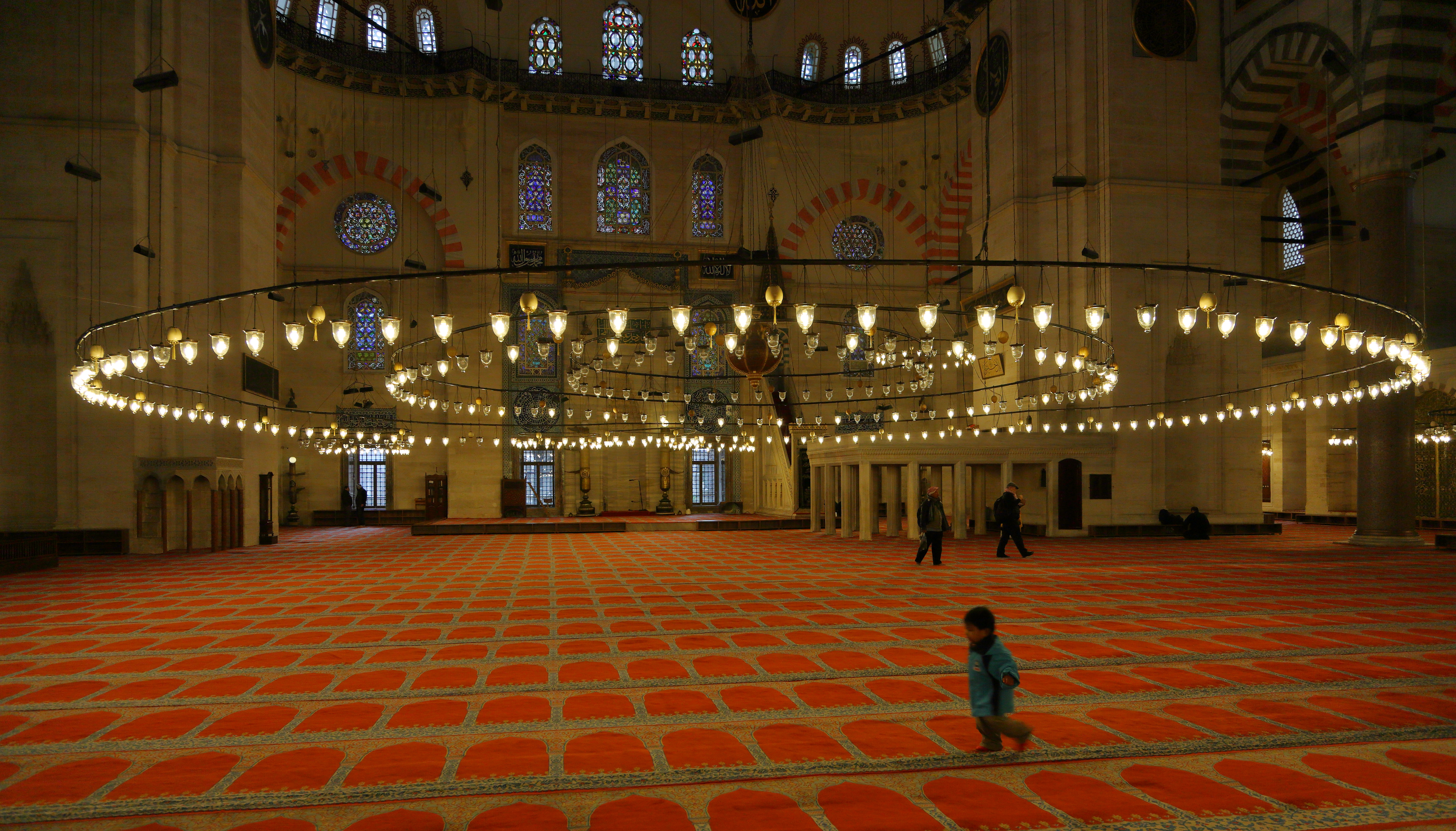
Chandelier circulaire.

Outre la mosquée principale avec la salle de prière (cami) et le parvis (avlu), comprenant la fontaine d'ablutions (şadırvan), le complexe immobilier (külliye) comprend également les bâtiments environnants suivants :
- Mausolées du Sultan et de son épouse Roxelane /Haseki Hürrem (türbe) ;
- Cimetière ;
- Maison des gardiens du cimetière (türbedar oda) ;
- Observatoire astronomique (muvakkithane) ;
- École supérieure des paroles traditionnelles des prophètes ou hadith (dar-ül hadis) ;
- École des aspirants (mulazimler madrasa) ;
- Quatre universités publiques (madressah) ;
- Faculté de médecine (tıp medresesi) ;
- Hôpital (dar-üş Sifa) ;
- École coranique (dar-ül Kura) ;
- École primaire ;
- Cuisine des indigents (imaret) ;
- Caravansérail / hospice (tabhane) ;
- Station de distribution d'eau (taksim) ;
- Bain public (hammam) ;
- Fontaine ;
- Latrines.

Dans le jardin derrière la mosquée principale se trouvent deux mausolées (türbe), où sont enterrés le sultan Süleyman Ier, son épouse Roxelane (Haseki Hürrem) et sa fille Mihrimah , sa mère Dilaşub Saliha et sa sœur Asiye, ainsi que les sultans Süleyman II, Ahmed II et la fille de Mustafa II, Safiye. En bordure du complexe se trouve le tombeau de l'architecte Sinan.
La mosquée de Süleyman était la fondation la plus ambitieuse de ce sultan, qui fit également construire des bâtiments publics remarquables dans le sud-est de l'Europe, en Anatolie, à La Mecque, à Médine, à Damas, à Jérusalem, à Bagdad, etc., afin de montrer et légitimer son pouvoir.